# Sæd (film)
|  | Denne artikel er oprettet af botten Steenthbot ud fra en ekstern database. Den kan derfor have sproglige fejl eller mangler. Denne skabelon kan fjernes efter kontrol af indholdet. |

 For alternative betydninger, se Sæd (flertydig). (Se også artikler, som begynder med Sæd)
Sæd er en dansk kortfilm fra 2023 instrueret af Tanne Sommer.

## Handling
Sandra skal til et rutinetjek hos gynækologen samtidig med den unge nonne Johanna. Ved et yderst uheldigt tilfælde kommer gynækologen til at inseminere begge kvinder med en fremmed mands sæd. Da de unge kvinder endelig finder ud af, at de er gravide, er det for sent. De kan ikke bortadoptere og beslutter sig derfor i desperation for at finde faren til deres ufødte børn – måske vil han hjælpe? Dette fører de to meget forskellige kvinder ud på en farefuld færd, hvor de kommer i kambolage med den uheldige gynækolog, Johannas nonneorden, Flemming Møldrup og sidst men ikke mindst – Sandras bror, Dennis, som pga. en lille cokesituation gør hele rejsen utrolig svær for dem. Heldigvis får de hjælp af en lettere distræt fyr, som tilfældigvis også hedder Flemming. Han transporterer dem afsted i sin Christianiacykel og har et godt øje til Johanna.
Undervejs på rejsen udvikler Johannas og Flemmings forhold sig, og Sandra begynder at frygte, at de to bliver en enhed og hun selv kommer til at stå alene igen. Sandra bliver nemlig mere og mere glad for den voksende baby i sin mave, og derfor også mere og mere nervøs for, at skulle stå med det hele selv og pludselig have et stort ansvar. Hun ødelægger sikkert det hele. Derfor bliver hendes misundelse over Flemming og Johannas lille familie stor, og ender i et voldsomt skænderi. Under skænderiet sættes begge kvinders fødsler i gang og Flemming må nu fungere som jordemoder. Midt i kaosset går det dog op for Sandra, at Johanna nok skal være der for hende, og at hun ikke er alene. De to kvinder indser, at de er stærke hver for sig - men endnu stærkere sammen.